# Reclancourt
Reclancourt, également écrit Réclancourt, est une ancienne commune française du département de la Haute-Marne en région Grand Est. Elle est rattachée à la commune de Chaumont en 1810 et constitue depuis lors un faubourg de cette ville.

## Géographie
Situé dans le nord-est de Chaumont, Reclancourt est traversé par la Marne et le canal Champagne-Bourgogne.

## Toponymie
Anciennes mentions : Reclencort (1212), Reclencurt et Recleincort (1214), Reclayncort (1226), Reclaincort (1246), Reclaigcort et Reclancort (1252), Recleincourt et Reclancourt (1274-1275), Roclancourt (1276-1278), Reclancuria (1369), Reclancour (1669).

## Histoire
En 1789, Reclancourt était une communauté d'habitants dépendant du bailliage et de la prévôté de Chaumont ; son église, dédiée à saint Agnan, était succursale de l'église Saint-Jean-Baptiste de Chaumont dans le diocèse de Langres et le doyenné de Chaumont.
De 1790 à 1810, cette localité était une commune indépendante.

## Démographie
| 1793 | 1800 | 1806 |
| ---- | ---- | ---- |
| 108  | 101  | 111  |

## Lieux et monuments
- Port, écluse, etc.
- Église Saint-Aignan, inscrite MH depuis 1992[3] ; la nef et le chœur sont de la fin du 13e siècle, le bas-côté nord et le clocher sont de la fin du 15e ou du début du 16e siècle, le bas-côté sud date de 1856[4]
- Cimetière